# Gara Barse
Gara Barse este o fostă stație de pe linia 126, o cale ferată desființată aproape integral, care asigura legătura între gara Statte și gara Ciney. Halta se află pe malul stâng al râului Hoyoux, în Vierset-Barse, un sector al comunei belgiene Modave.
Gara a fost dată în funcțiune pe 10 iunie 1872 (11 iunie, după alte surse), atunci când compania concesionară „Hesbaye Condroz” a inaugurat secțiunea Statte – Modave a căii ferate 126. Situată la kilometrul feroviar pk 8+300, gara Barse a rămas în funcțiune până pe 11 noiembrie 1962, când circulația trenurilor de călători între gările Huy-Sud și Ciney a fost sistată. Ulterior, clădirea haltei a fost vândută și este acum o locuință privată.